# داگ بیورندالن
داگ بیورندالن (انگلیسی: Dag Bjørndalen؛ زادهٔ ۲ آوریل ۱۹۷۰) از ورزشکاران و مدال‌آوران در بازی‌های المپیک زمستانی ورزشکار دوگانه، و مربی (ورزش) اهل نروژ است.